# Carlos Pena jr.
Carlos Roberto Pena jr. (Columbia (Missouri), 15 augustus 1989) is een Amerikaanse acteur, zanger en danser die bekend is vanwege zijn rol in de televisieserie Big Time Rush. Ook speelde hij een rol van een van de "bijen" in Ned's survival gids.
Carlos Pena is geboren in Columbia, Missouri en opgegroeid in Weston (Florida). Hij heeft drie broers. Hij ging naar de Sagemont Upper School. Zijn eerste grote rol was een gastrol in ER, op 15-jarige leeftijd. Later dat jaar had hij enkele gastrollen in Judging Amy, Summerland en Ned's survival gids. Hij speelde ook mee in diverse lokale producties als Grease en Man of La Mancha. Hij had ook een rol in de productie Titanic op de American Heritage school, voordat hij naar Los Angeles vertrok om zijn acteercarrière op te bouwen. Terwijl hij nog op school zat speelde hij ook al mee in televisiecommercials voor super soakers.
Pena studeerde musical en theater aan het Boston Conservatory, toen zijn manager hem vroeg auditie te doen voor Big Time Rush. Ook al wilde Pena dit in eerste instantie niet, uiteindelijk besloot hij toch zijn auditietape in te sturen. Een maand later kreeg hij te horen dat hij de rol had gewonnen. Carlos verhuisde naar Hollywood in augustus 2009. Op 4 januari 2014 trad hij in het huwelijk met Alexa Vega.

## Filmografie
| Film en televisie | Film en televisie                   | Film en televisie | Film en televisie |
| Jaar              | Titel                               | Rol               |                   |
| ----------------- | ----------------------------------- | ----------------- | ----------------- |
| 2004              | ER                                  | Arlo Escobar      |                   |
| 2004–2005         | Ned's survival gids                 | King Bee          |                   |
| 2005              | Judging Amy                         | Diego Valdesera   |                   |
| 2005              | Summerland                          | Student           |                   |
| 2006              | That's So Raven                     | Gastrol           |                   |
| 2009              | Big Time Audition                   | Carlos Garcia     |                   |
| 2009–2013         | Big Time Rush                       | Carlos Garcia     |                   |
| 2010              | Big Time Concert                    | Carlos Garcia     |                   |
| 2010              | Big Time Rush Live from Time Square | Zichzelf          |                   |
| 2010              | Big Time Christmas                  | Carlos Garcia     |                   |
| 2011              | Big Time Beach Party                | Carlos Garcia     |                   |
| 2011              | 2011 Kids' Choice Awards            | Zichzelf          |                   |
| 2011              | Brainsurge                          | Zichzelf          |                   |
| 2012              | How to rock                         | Carlos Garcia     |                   |
| 2011              | Little Birds                        | Louis Estes       |                   |
| 2012              | Big Time Movie                      | Carlos Garcia     |                   |
| 2013              | Marvin Marvin                       | Carlos Garcia     |                   |
| 2014              | Code Academy                        | Marcos            |                   |
| 2014              | Webheads                            | Zichzelf          |                   |
| 2015              | Spare Parts                         | Oscar Vasquez     |                   |
| 2015              | The Thundermans                     | Tech Rider        |                   |
| 2015              | Dancing with the Stars              | Zichzelf          |                   |

- Biblioteca Nacional de España: XX5197453
- International Standard Name Identifier: 0000 0001 1830 2021
- Library of Congress Control Number: no2011048608
- MusicBrainz: 570c50be-8a41-40a7-98c7-66c0aa55c5ff
- Nationale Bibliotheek van Israël: 987012282133205171
- Virtual International Authority File: 169353440
- WorldCat: E39PBJr7YjhDHfJMFP8vxmpHG3